# William Tatum Wofford

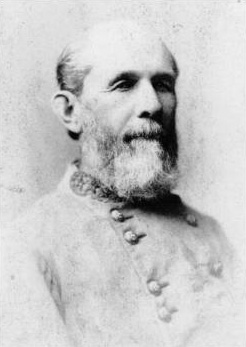
William Tatum Wofford

William Tatum Wofford (28 de junio de 1824-22 de mayo de 1884) fue un general del ejército de los Estados Confederados de América durante la guerra civil estadounidense.

## Biografía
Wofford nació en el condado de Habersham, en Georgia, hijo de William H. Wofford y Nancy M. Tatum. Se convirtió en abogado, legislador y editor del Standard de Cassville. Votó en contra de la secesión, pero ofreció sus servicios al ejército confederado ya que tenía experiencia de la Intervención estadounidense en México como capitán de los Voluntarios montados de Georgia. Pronto alcanzó el grado de coronel del 18.º Regimiento de Infantería de Georgia y sirvió en Carolina del Norte y Virginia antes de ser asignado a la Brigada de Texas del general John Bell Hood. Combatió en las batallas de Yorktown, Eltham's Landing y Seven Pines en la Campaña peninsular, y en la segunda batalla de Bull Run y en la de Antietam, donde comandó la Brigada de Texas.
En noviembre de 1862, Wofforg y su 18.º Regimiento de Georgia fueron transferidos a la Brigada del coronel Thomas Reade Rootes Cobb. En diciembre combatió a las órdenes de Cobb en la batalla de Frederickburg, defendiendo el famoso muro de piedra de Marye's Heights. Durante la batalla, Cobb fue mortalmente herido y Wofford asumió el mando de la brigada, siendo ascendido a general de brigada el 17 de enero de 1863. Mandó la brigada, llamada a partir de entonces Brigada de Wofford, en las batallas de Chancellorsville y Gettysburg, donde la tarde del 2 de julio siguieron a la Brigada de Misisipi de William Barksdale en el asalto a Peach Orchard.
Viajó a Georgia con el resto del Cuerpo de James Longstreet para reforzar al Ejército de Tennessee, pero llegaron demasiado tarde para poder tomar parte de la batalla de Chickamauga. Su paradero durante la Campaña de Knoxville llevada a cabo por Longstreet en Tennessee es desconocido. Wofford combatió en las batallas de Wilderness y Spotsylvania pertenecientes a la Campaña Terrestre, siendo herido en ambos enfrentamientos. Dejó el Ejército de Virginia del Norte antes de la Campaña de Richmond-Petersburg y asumió el mando del Subdistrito del Norte de Georgia, el Departamento de Carolina del Sur, Georgia y Florida el 20 de enero de 1865, puesto que mantuvo hasta que se rindió a la Unión en Kingston el 12 de mayo de ese mismo año, siendo el último grupo organizado de soldados confederados en rendirse al este del río Misisipi. Rcibió el perdón el 24 de julio de ese mismo año.
Tras la guerra volvió al mundo legislativo, de la educación y al Partido Demócrata. Como delegado de la Convención Constitucional de Georgia de 1877, defendió revocar la contratación de convictos, los beneficios a los veteranos confederados y la educación para los afroamericanos. Muchas de sus ideas aparecieron en el programa electoral del Partido Popular una década más tarde. Murió en Cass Station, Georgia, y fue enterrado en el Cementerio Cassville, en Cassville, Georgia.